# Пам'ятники Тернополя
Перелік пам'ятників Тернополя, що існують нині та існували раніше.

## Історія

Пам'ятник поету, громадському діячу Іванові Франку

Пам'ятник митрополиту Андрею Шептицькому

Скульптура Тернополя умовно поділяється на три періоди:
- часів Австрійської імперії, Австро-Угорщини і Польщі (1772—1939),
- СРСР (1944—1991),
- України (від 1991).

З першого періоду відомо 8 монументів, із яких зберігся один.
На Микулинецькому цвинтарі збереглися деякі високомистецькі надгробки 2-ї половини 19 ст., зокрема М. Бауеру (скульптор Йоган Шімзер Ст.), Анні й Емілії Губерам (бл. 1860, скульп. Павло Евтельє).
За радянської влади було встановлено 24 пам'ятники, 24 меморіальні та 21 анотаційна таблиці. Більшість політизованих монументів і таблиць демонтовані на початку 1990-х.
У місті було 6 пам'ятників Володимирові Леніну — статуї і бюсти; головний із них — у центрі площі Свободи (скульптор О. Роберман); встановлений 5 листопада 1967; демонтований 8 серпня 1990.
За часів СРСР серійний пам'ятник Тарасові Шевченку (1952, бетон) у парку його імені знято, у сквері біля обласного драматичного театру встановлено 9 березня 1982 іншу статую (карб. мідь; скульптор Михайло Невеселий).
Демонтовано пам'ятники і так звані «пам'ятні знаки» з постаментами Карлові Марксу (1960, 1982) на початку бульвару його імені, обеліск Перемоги (1960) на початку вул. Леніна (нині вул. Руська), демонтовано та перенесено «Танк Т-34» (1969) на пл. Перемоги, а також перенесено «Гармата-гаубиця-152 мм» (1974) на розвилці вул. Збаразька — Промислова — Текстильна — Енергетична, В. Затонському (1982) перед СШ № 6, Я. Галану (1983) перед корпусом педагогічного інституту (нині ТНПУ). Пам'ятник О. Пушкіну (1959, оргскло; скульптори М. Вронський, О. Олійник, О. Скобликов) у сквері на вул. Чорновола демонтовано 9 квітня 2022.
Залишили у парку Слави: монумент на Пагорбі Слави (1970, 1984; архітектор Б. Гаврилюк, Е. Гронський); Алея Героїв (1984, бронза) — бюсти А. Живова і Г. Танцорова (скульптор Т. Невесела), М. Пігарьова (скульптор М. невеселий), В. Чалдаєва (скульптор І. Козлик), О. Максименка (скульп. В. Мельник), М. Карпенка (скульп. В. Садовник); скульптурна група «Материнський поклик» (1985—1986, карб. мідь; скульп. В. Садовник, К. Сікорський). Герою-матросу
Серед меморіальних таблиць на фасадах будівель, із якими пов'язані історичні події, імена видатних діячів української культури, залишилися:
- І. Франку і В. Стефанику (1963, 1976) на вул. Й. Сліпого,
- І. Франку (1963) на вул. К. Острозького,
- М. Костенку (1983) і М. Лисенку (1991) на вул. Гетьмана Сагайдачного,
- Лесю Курбасу (1987) і В. Барвінському (1989) на вул. Качали,
- В. Гнатюку (1989) на вул. його імені,
- Юліанові Опільському (1989) на вул. Камінній,
- Станіславові Дністрянському (1989) і групі діячів української культури (1989) на бульварі Т. Шевченка,
- О. Вітошинському і В. Стефанику (1991) на вул. Юліана Опільського,
- Михайлу Юрківу (1995, на будинку Обласної філармонії),
- пам'яті євреїв-тернополян (1992) на вул. Руській.

Їх автори — тернопільські скульптори І. Мулярчук, В. Садовник, К. Сікорський, І. Козлик, О. Маляр, Д. Пилип'як та інші. Викон. на плитах із мармуру, штучного каменю, металу, переважно з барельєфами, карбовані на міді.
11 політизовані таблиці знято. За часів СРСР була традиція: до ювілейних дат, пов'язаних із т. зв. Великої Вітчизняною війною, перейменовувати старі назви вул. іменами «визволителів» міста; на крайніх будинках встановлені інформаційні таблиці з портретами. 20 із 21 «дошки» — зняті. Залишилася таблиця Лесі Українці (1983) на однойменній вулиці.
Після проголошення незалежності України в Тернополі відкрито 16 пам'ятників і пам'ятних знаків. Серед монументів — статуї і погруддя:: І. Франку на вул. Гетьмана Сагайдачного (28 травня 1995, карбована мідь; скульптор І. Сонсядло), Я. Стецьку на початоку бульвару Т. Шевченка (15 листопада 1998, бронза; скульптор М. Невеселий), Б. Хмельницькому на території військової частини (22 червня 1999, карбована мідь; скульптор Р. Вільгушинський), В. Гнатюку перед головним корпусом ТНПУ (8 жовтня 1999, бронза; скульптор В. Мельник), А. Шептицькому у сквері на вул. Січових Стрільців (28 жовтня 2001, карбована мідь; скульптор П. Головчак), І. Горбачевському перед морфологічним корпусом ТДМУ (4 червня 2004, бронза; скульптор О. Маляр), Й. Сліпому перед Архікатедральним собором Непорочного Зачаття Пресвятої Богородиці (27 серпня 2004, карбована мідь; скульптор Р. Вільгушинський). 2-й кінний пам'ятник в історії міста — королю Данилові Галицькому на Майдані Волі (5 жовтня 2002, карбована мідь; скульптор Б. Рудий).
Серед нових меморіальних таблиць: Д. Шолдрі (1998, скульптор О. Маляр) — на будинку на вул. Листопадовій, 8, єдина в місті, присвячена художникові; Б. Лепкому — на фасаді обласної філармонії (1999, художник П. Кукурудза); М. Лукасевичу — на будинку СШ № 5 (2002).
Зменшилася кількість інформаційних табл. на вулицях і пам'ятних знаків на будинках. Відкрито пам'ятні знаки — І. Горбачевському (1991, художник Д. Стецько), В. Чорноволу (1999, скульптор О. Маляр) і В. Лучаківському (2004, скульп. В. Садовник).

## Окремі пам'ятники

### Видатним особам
| Назва                               | Розташування                                                       | Дата встановлення | Фото | Короткі відомості |
| Богданові Хмельницькому             | військова частина (Промисловий мікрорайон)                         | 1999              |      | |
| Тарасові Шевченку                   | у невеличкому скверику ліворуч драматичного театру                 | 1982              |      | Пам'ятник геніальному Кобзарю встановлено 1982 року. Автор — скульптор Микола Невеселий. Раніше інший монумент був розташований у Парку ім. Тараса Шевченка, приблизно на місці сучасного пам'ятника Бандері. |
| Іванові Франку                      | Вулиця гетьмана Сагайдачного                                       | 1995              |      | Встановлений на місці колишнього будинку гімназії № 1 |
| Володимирові Гнатюку                | Вулиця Миру, перед ТНПУ                                            | 1999              |      | |
| Іванові Горбачевському              | Вулиця Руська                                                      | 2004              |      | |
| Данилові Галицькому                 | Майдан Волі                                                        | 2001              |      | Встановлено у жовтні 2002 року. Автори — скульптори Борис і Богдан Руді, Олександр Міщук. |
| Богданові Лепкому                   | біля входу до загальноосвітньої школи № 14, названої на його честь | 2011              |      | |
| Соломії Крушельницькій              | Бульвар Тараса Шевченка                                            | 2010              |      | Встановлено 15 липня на бульварі Шевченка. Урочисто відкрито 22 серпня 2010. |
| Степанові Бандері                   | Вулиця Замкова                                                     | 2008, 26 грудня   |      | Урочисто відкрито 26 грудня 2008 року. Виготовив пам'ятник місцевий скульптор Роман Вільгушинський. |
| Ярославові Стецьку                  | Бульвар Тараса Шевченка                                            | 1998              |      | |
| Андрею Шептицькому                  | Сквер між бульваром Шевченка і вулицею Січових Стрільців           | 2004              |      | |
| Йосифові Сліпому                    | Вулиця Йосипа Сліпого                                              | 2004              |      | |
| митрополитові Василю (Липківському) | у стіні Церкви Різдва Христового на вулиці Руській                 | 2000              |      | Встановлений за ініціативи митрополита Мефодія, коштом релігійної громади УАПЦ, це перший і поки що єдиний в Україні пам'ятник Василю (Липківському). На постаменті пам'ятника зроблено напис: «Митрополит Василь Липківський. До 2000-ліття Різдва Христового ісповідникам і новомученикам УАПЦ». |
| Василеві Стусу                      | вул. Василя Стуса поблизу заводу «Оріон»                           | 1993              |      | |
| Ігорю Ґереті                        | вулиця Валова                                                      | 25 вересня 2016   |      | Відкритий 25 вересня 2016 року о 12:00. Пам'ятник освятив єпископ-помічник Тернопільсько-Зборівський УГКЦ Теодор (Мартинюк). У відкритті пам'ятника взяли участь голова Тернопільської ОДА Степан Барна, голови Тернопільської обласної та міських рад Віктор Овчарук та Сергій Надал, викладачі та учні Тернопільської обласної експериментальної школи мистецтв імені Ігоря Ґерети, друзі, побратими та кілька сотень тернополян. |
| Славку Луцишину                     | Гідропарк «Топільче»                                               | 2015              |      | |
| Пам'ятник святому Вікентію          | на території благодійного фонду «Карітас»                          | 11 жовтня 2016    |      | |
| Симону Петлюрі                      | Сквер Симона Петлюри                                               | 2018              |      | |

### Значним подіям
| Назва                                                                                    | Розташування                                                    | Дата встановлення | Фото | Короткі відомості |
| Монумент Незалежності                                                                    | Сквер ім. Шевченка                                              | 23 серпня 2012    |      |                   |
| Українських січових стрільців, меморіал                                                  | на Микулинецькому цвинтарі                                      |                   |      |                   |
| Жертв сталінських репресій, меморіал                                                     | на Микулинецькому цвинтарі                                      |                   |      |                   |
| «Материнський поклик»                                                                    | Старий парк                                                     | 1984              |      |                   |
| На честь льотчиків-визволителів Тернополя від німецько-фашистських загарбників           | Проспект Степана Бандери                                        |                   |      |                   |
| На честь 35-річчя визволення Тернополя від німецько-нацистської окупації, пам'ятний знак | Вулиця 15 квітня                                                |                   |      |                   |
| Жертвам депортації 1944—1946 років                                                       | Сквер між бульваром Тараса Шевченка і вулицею Січових Стрільців | 2014              |      |                   |
| Воїнам-«афганцям»                                                                        | Проспект Злуки                                                  |                   |      |                   |
| Правоохоронцям області «Служу українському народу»                                       | Проспект Злуки                                                  |                   |      |                   |
| Жертвам Чорнобильської трагедії                                                          | Проспект Злуки                                                  |                   |      |                   |
| Пам'ятник Небесній сотні                                                                 | Площа Героїв Євромайдану                                        | 14 жовтня 2016    |      |                   |

### Скульптурні композиції
| Назва                                                     | Розташування                                                                   | Дата встановлення | Фото                                 | Короткі відомості |
| «Випадкова зустріч», скульптурна група                    | Бульвар Тараса Шевченка                                                        | 2001              |                                      | Подарунок Тернополю американського мецената Джона Звожека, робота американського скульптора Стюарта Джонсона. Початково складалася з двох фігур жінок, одну із фігур викрадено весною 2003 року. |
| «Дерево Щастя», символ вірності кохання як запоруки щастя | Набережна Тернопільського озера                                                | 2009              |                                      | подарунок місту від ковалів франківського фестивалю |
| «Пара лелек», символ родини, молодості, добра та щастя    | сквер між Тернопільським замком і майданом Волі                                | 2010              |                                      | подарунок місту; скульптор Сергій Лебединський |
| Старому велосипеду кінця XIX століття                     | Проспект Степана Бандери                                                       | 1999              |                                      | |
| Ікона Матері Божої Неустанної Помочі, пам'ятний знак      | бульвар Данила Галицького, 1а (подвір'я церкви Матері Божої Неустанної Помочі) | 2003              | Ікона Матері Божої Неустанної Помочі | |

### Меморіальні дошки
| Назва                    | Розташування               | Фото | Короткі відомості |
| 120 років Йосипу Сліпому |                            |      |                   |
| Андрій Шептицький        |                            |      |                   |
| Артур-Артем Харів        | вулиця Клима Савури, 9     |      |                   |
| Богдан Лепкий            |                            |      |                   |
| Богдан Сенюк             | вулиця Федьковича, 11      |      |                   |
| Василь Барвінський       |                            |      |                   |
| Віктор Гурняк            | вулиця Федьковича, 11      |      |                   |
| Віктор Гурняк            | школа № 27                 |      |                   |
| Віктор Гурняк            | коледж ТНТУ імені І.Пулюя  |      |                   |
| Віталій Дерех            | вулиця Федьковича, 11      |      |                   |
| Микола Погорілий         | вулиця Федьковича, 11      |      |                   |
| Михайло Стасів           | вулиця Острозького, 6      |      |                   |
| Сергій Коновал           | проспект Злуки, 53         |      |                   |
| Сергій Коновал           | вулиця Федьковича, 11      |      |                   |
| Сергій Тришкалюк         | бульвар Симона Петлюри, 10 |      |                   |
| Юрій Стефанишин          | Школа №3                   |      |                   |

### Інші
| Назва                                   | Розташування | Дата встановлення                  | Фото | Короткі відомості                                                                                           |
| Пам'ятник Герою-матросу                 | Територія зовнішнього двору будинку готелю «Чайка» | перевстановлено в 1990 р.          |      | Пам'ятник моряку був встановлений в 1960-х рр. поблизу Надставної церкви. Нині на території готелю «Чайка». |
| Ангел-хоронитель                        | Вулиця Старий Поділ (біля облпрофради) | 21 жовтня 2001                     |      | Встановлений 21 жовтня 2001 року з нагоди 75-ї річниці утворення міжспілкового об'єднання Тернопільщини     |
| Пам’ятник "Бджілці-трудівниці"          | На бульварі Тараса Шевченка, з боку від драмтеатру, навпроти обласної телерадіокомпанії. Встановлення пам'ятника "Бджілці-трудівниці" ініціював Мандзюк Омелян Мирославович. Встановлений 24 жовтня 2010 року. | 2010                               |      | |
| Пам’ятник сантехніку                    | Вулиця Й. Сліпого | 2010                               |      | |
| Пам’ятник людині-невидимці              | Вулиця Й. Сліпого | 2010                               |      | |
| Пам’ятник стільцю                       | Вулиця Й. Сліпого | 2010                               |      | |
| Тристоронній годинник                   | Сквер на бульварі Тараса Шевченка | 1902, відновлений 2014             |      | Автор — львівський майстер Олексій Бурнаєв.                                                                 |
| Мініатюра центральної частини Тернополя | Вулиця Гетьмана Сагайдачного, неподалік Архикатедрального собору УГКЦ | 27 квітня 2016                     |      | Макет центральної частини Тернополя поч. ХХ ст.                                                             |
| Мініатюра Парафіяльного костелу         | Сквер на бульварі Тараса Шевченка | 10 вересня 2017                    |      | Макет Парафіяльного костелу Матері Божої Неустанної Помочі                                                  |
| Мініатюра Першої державної гімназії     | Вулиця Гетьмана Сагайдачного, 6 | 4 листопада 2018 10 листопада 2019 |      | Макет Першої державної гімназії ім. Вінцентія Поля                                                          |
| Мініатюра синагоги                      | Вулиця Руська, 12a, біля пам'ятника Іванові Горбачевському | 17 листопада 2019                  |      | Макет Старої синагоги та ринку поч. ХХ ст.                                                                  |
| Мініатюра ратуші                        | На розі вул. Чорновола та бульвару Тараса Шевченка | 28 серпня 2020                     |      | Макет ратуші та карти міста 1925 р.                                                                         |
| Майстру Йоді                            | Вулиця Качали, 18 | 21 листопада 2020                  |      | |
| Пам’ятник Джури                         | Парк Національного відродження | 23 червня 2024                     |      | |

## Пам'ятники, що не збереглися
- Тарасові Шевченку — стояв до 1983 року при вході до парку його імені.
- Ярославові Галану — стояв до початку 1990-х років на місці теперішнього пам'ятника В. Гнатюку.
- Адамові Міцкевичу (скульптор Томаш Дикас) — стояв перед сучасним драматичним театром імені Т. Г. Шевченка, зруйнований у листопаді 1918 року.
- Адамові Міцкевичу (скульптор Аполінарій Ґловінський) — стояв перед сучасним драматичним театром імені Т. Г. Шевченка, зруйнований 10 жовтня 1940 року.
- Максимові Горькому — стояв до початку 1990-х у скверику, де нині пам'ятник А. Шептицькому.
- Карлові Марксу — стояв до початку 1990-х на місці теперішнього пам'ятника Я. Стецьку.
- Володимирові Леніну — стояв до 1990 року на місці теперішнього пам'ятника Д. Галицькому.
- Володимирові Затонському — стояв до початку 1990-х років на місці теперішнього пам'ятника І. Горбачевському.
- Юзефові Пілсудському — стояв на площі свободи, перед Домініканським костелом. Нині трішки далі знаходиться пам'ятник Данилові Галицькому, що дуже схожий.
- Йосипові Сталіну — стояв на бульварі Шевченка, неподалік будинку Фінансового управління.
- Олександрові Пушкіну — демонтований 9 квітня 2022 року, був встановлений на вулиці Вячеслава Чорновола.

### Австрійський і польський період
| Назва                               | Розташування                                                          | Дата встановлення | Дата демонтування | Фото   | Короткі відомості |
| святому Вінцентію з Феррари         | в центрі Домініканської площі (нині Майдан Волі)                      | кінець XVIII ст.  | 1827              |        | Пам'ятник св. Вінцентію з Феррари на високій колоні-постаменті. У зв'язку з реконструкцією площі переміщений біля костелу справа. |
| святій Теклі                        | посеред вулиці Верхня Панська (нині початок бульвару Тараса Шевченка) | 1843              | 1944              |        | «Фіґура» святої Теклі — патронки міста — стояла на колоні посеред вулиці Верхня Панська (нині початок бульвару Тараса Шевченка); встановлений 1843; зруйнований 1944 під час боїв за Тернопіль.                                                 |
| Фіґура-хрест                        | Загребелля, при Бережанській дорозі                                   | 19 червня 1851    | 1962              |        | «Фіґура»-хрест; на постаменті — барельєфи святих Луки, Розалії і Франца; встановлений 19 червня 1851 на Загребеллі при Бережанській дорозі; фундатор — міщанин Чернявський; демонтована 1962, відновлена 1993; єдина скульптура, що збереглася. |
| 15-го полку піхоти ім. князя Нассау |                                                                       | 27 червня 1851    | 1960-ті           |        | Пам'ятник воякам 15-го полку піхоти ім. князя Нассау, які загинули 1866 в Чехії у боях з армією Пруссії; у вигляді 4-гранної піраміди; стояв зліва від Домініканського костьолу; встановлений 27 червня 1868; зруйнований у 1960-ті.            |
|                                     |                                                                       |                   |                   |        | Пам'ятник-бюст Володимирові Мандлю — бурґомістрові (1855—1868) Тернополя в «Новому Городі» (нині Старий Парк); скульптор Томаш Дикас (м. Львів); відкритий у липні 1887, зруйнований 1940.                                                      |
|                                     |                                                                       |                   |                   |        | Курган із хрестом у «Новому Городі» на відзначення 400-річчя Берестейської унії; відкритий 29 вересня 1896; нині тут — Пагорб Слави. |
| Адамові Міцкевичу                   |                                                                       | 20 жовтня 1895    |                   |        | Статуя Адамові Міцкевичу на вулиці його імені (нині бульвар Т. Шевченка), скульптор Т. Дикас; відкритий 20 жовтня 1895; зруйнований у листопаді 1918;                                                                                           |
| Адамові Міцкевичу                   |                                                                       | 16 грудня 1923    | 10 жовтня 1940    | [ 13 ] | Статуя Адамові Міцкевичу на вулиці його імені (нині бульвар Т. Шевченка), скульптор А. Ґловінський; відкритий 16 грудня 1923, зруйнований 10 жовтня 1940.                                                                                       |
| Юзефові Пілсудському                | Площа Собеського (Майдан Волі)                                        | 11 листопада 1935 | 6 січня 1940      |        | Кінний пам'ятник Ю. Пілсудському — на площі Собеського (нині Майдан Волі); скульптор А. Ґловінський; відкритий 11 листопада 1935; зруйнований 6 січня 1940.                                                                                     |

### Радянський період
| Назва              | Розташування                               | Дата встановлення | Дата демонтування | Фото | Короткі відомості |
| Леніну Володимиру  | Площа Свободи(Майдан Волі)                 | 5 листопада 1967  | 8 серпня 1990     |      | Пам'ятник Володимирові Леніну в центрі пл. Свободи (скульптор О. Роберман); встановлений 5 листопада 1967; демонтований 8 серпня 1990. |
|                    |                                            |                   |                   |      | Серійний пам'ятник Максимові Горькому (1952, бетон) у сквері його імені (замінено новим 1982, штучний камінь), відтак — знято.         |
|                    |                                            |                   |                   |      | Карлові Марксу (1960) |
|                    |                                            |                   |                   |      | Карлові Марксу (1982) |
| Олександру Пушкіну | Сквер Пушкіна(Вулиця В'ячеслава Чорновола) | 1959              | 9 квітня 2022     |      | |

## «Алея Слави»
Вікісховище має мультимедійні дані за темою: Алея Слави
У Старому Парку (раніше Парк Слави) на центральній алеї є шість пам'ятників радянським воїнам, які загинули в боях за Тернопіль.

## «Алея Зірок»
На вулиці Гетьмана Сагайдачного в серпні 2011 року започаткована «Алея зірок», на якій щорічно у бронзових зірках тернового цвіту з'являються нові імена видатних тернополян, які зробили вагомий внесок у розвиток Тернополя.